# Friedensabkommen von Lomé
Das Friedensabkommen von Lomé (englisch Lomé Peace Agreement) besiegelte am 7. Juli 1999 im togolesischen Lomé als Friedensvertrag den Frieden im westafrikanischen Sierra Leone. Es wurde durch Staatspräsident Ahmad Tejan Kabbah und Rebellenführer Foday Sankoh der Revolutionary United Front (RUF) unterzeichnet.
Das Abkommen kam unter Aufsicht des Sicherheitsrat der Vereinten Nationen zu Stande. Es war die Folge von mehrwöchigen Verhandlungen (25. Mai bis 7. Juli 1999) unter Berücksichtigung von zwei der diversen vorherigen Friedensabkommen zum Bürgerkrieg in Sierra Leone; dem Friedensabkommen von Abidjan aus November 1996 und dem ECOWAS-Friedensplan vom 23. Oktober 1997. Die Friedensverhandlungen wurden vom damaligen Staatspräsidenten Togos und Vorsitzendem der Westafrikanische Wirtschaftsgemeinschaft (ECOWAS), Gnassingbé Eyadéma, geleitet.
Wichtiger Bestandteil des Friedensvertrages war die Gründung der sierra-leonischen Wahrheitskommission, die von November 2002 bis Oktober 2004 agierte. Zudem sicherte es allen Mitgliedern der RUF Straffreiheit (Amnestie) zu und ermöglichte Foday Sankoh als Vizepräsidenten eine Position in einer Regierung der nationalen Versöhnung.